# Rauteli Bichawa
Rauteli Bichawa (nep. रौतेली बिचवा) – gaun wikas samiti w zachodniej części Nepalu w strefie Mahakali w dystrykcie Kanchanpur. Według nepalskiego spisu powszechnego z 2001 roku liczył on 1642 gospodarstw domowych i 9956 mieszkańców (4814 kobiet i 5142 mężczyzn).